# Diego Gómez García
Diego Ernesto Gómez García, més conegut com a Diego Gómez, (Malva-rosa, València, 28 d'abril de 1958) és un professor, polític i activista valencià, expresident d'Escola Valenciana i alcalde d'Alzira entre 2015 i 2023.

## Biografia
Nascut al barri de la Malva-rosa de la ciutat de València, Diego ha dedicat la major part de la seua vida a fer de mestre d'escola a la Ribera, primer a Carcaixent i després a Alzira. Durant 8 anys ha presidit l'associació Escola Valenciana.
Una volta va deixar d'estar al capdavant de l'associació pedagògica, va començar a interessar-se per la situació política del País Valencià, formant la plataforma En Moviment.
A les eleccions municipals de 2011 va anar com a número 3 de la llista de Compromís per Alzira, eixint elegit regidor. De manera simbòlica, també va anar en les últimes posicions de la llista de Coalició Compromís a les eleccions a les Corts Valencianes de 2011.
En setembre de 2011, es va postular com a precandidat de Compromís a les eleccions generals espanyoles de 2011. Finalment va tancar simbòlicament la llista electoral que encapçalava Joan Baldoví.
A les eleccions municipals de 2015 va presentar-se com a candidat a l'alcaldia d'Alzira, augmentant fins a 6 regidors la representació de Compromís i convertint-se en la primera opció d'esquerres a la ciutat. El juny de 2015 va ser elegit alcalde d'Alzira amb el suport de PSPV i EU.
Després de les eleccions municipals de 2019, Compromís va obtindre 9 regidors dels 21 totals que componen la corporació municipal d'Alzira, esdevenint així la força més votada i amb més representació. Seguidament, Diego Gómez fou reelegit alcalde d'Alzira el 15 de juny de 2019 amb els vots de Compromís i el PSPV. A les eleccions municipals de 2023 no va presentar-se com a candidat, i el nou alcalde fou Alfons Domínguez, també de Compromís.